# Hugues Obry
Hugues Obry (* 19. května 1973 Enghien-les-Bains, Francie) je bývalý francouzský sportovní šermíř, který se specializoval na šerm kordem. Francii reprezentoval na přelomu tisíciletí.
V roce 2000 získal stříbrnou olympijskou medaili mezi jednotlivci, kterou navázal na titul mistra světa z roku 1998. Byl oporou favorizovaného francouzského družstva, se kterým vybojoval tituly mistra světa a Evropy a s družstev kordistů získal v roce 2004 zlatou olympijskou medaili.